# Palazzo Poli
Le Palazzo Poli (palais Poli) est un édifice, situé à Rome, dont la façade sud supporte la célèbre fontaine de Trévi.

## Historique
Le palais Poli a été édifié pour le duc de Ceri, qui en 1566 avait acheté l'ancienne demeure du palazzo Del Monte, pour y construire un palais sur les plans de l'architecte Martino Longhi l'Ancien. Par la suite, le palais Poli fut acquis par la puissante Famille Borromeo qui le fit agrandir. Les fresques sur la façade sont réalisées par l'architecte Giovanni Francesco Grimaldi.
En 1678 le palais devient la propriété de Lucrezia Colonna qui était mariée au comte Giuseppe Lotario Conti, duc de Poli. Le duc Stefano Conti, fils de Giuseppe Lotario Conti, termina les rénovations de nouvelles pièces incorporées dans l'extension définitive du bâtiment vers la Piazza di Trevi, entre 1728 et 1730, peu de temps avant le début des travaux de la fontaine de Trevi par l'architecte Nicola Salvi en 1732 qui sera adossée contre la façade sud du palais Poli. 
En 1808, à la mort du duc Michelangelo Conti, sans enfant, le palais passa à son cousin éloigné, le duc Francesco Sforza Cesarini, qui en 1812 le revendit à Louis Boncompagni Ludovisi. Après un peu plus de 70 ans, la propriété a été vendue aux constructeurs Belloni, Basevi et Vitali. 
Dans les années 1830, la princesse et poétesse russe Zinaïda Volkonskaïa, arrivée de Russie en 1829 en compagnie de l'académicien russe Stepan Chevyriov, y vécut et y tint un salon littéraire dans le palais Poli ainsi que dans la Villa Wolkonsky.
En 1888 la ville de Rome a exproprié la partie du bâtiment encore intacte du palais Poli pour préserver la fontaine de Trévi. 
En 1978, le bâtiment historique est devenu propriété de l'État italien. Le palais Poli et le bâtiment voisin du Palazzo della Calcografia (palais de la gravure), construit en 1837 par l'architecte Giuseppe Valadier, regroupent aujourd'hui le siège de l'Institut national du graphisme.

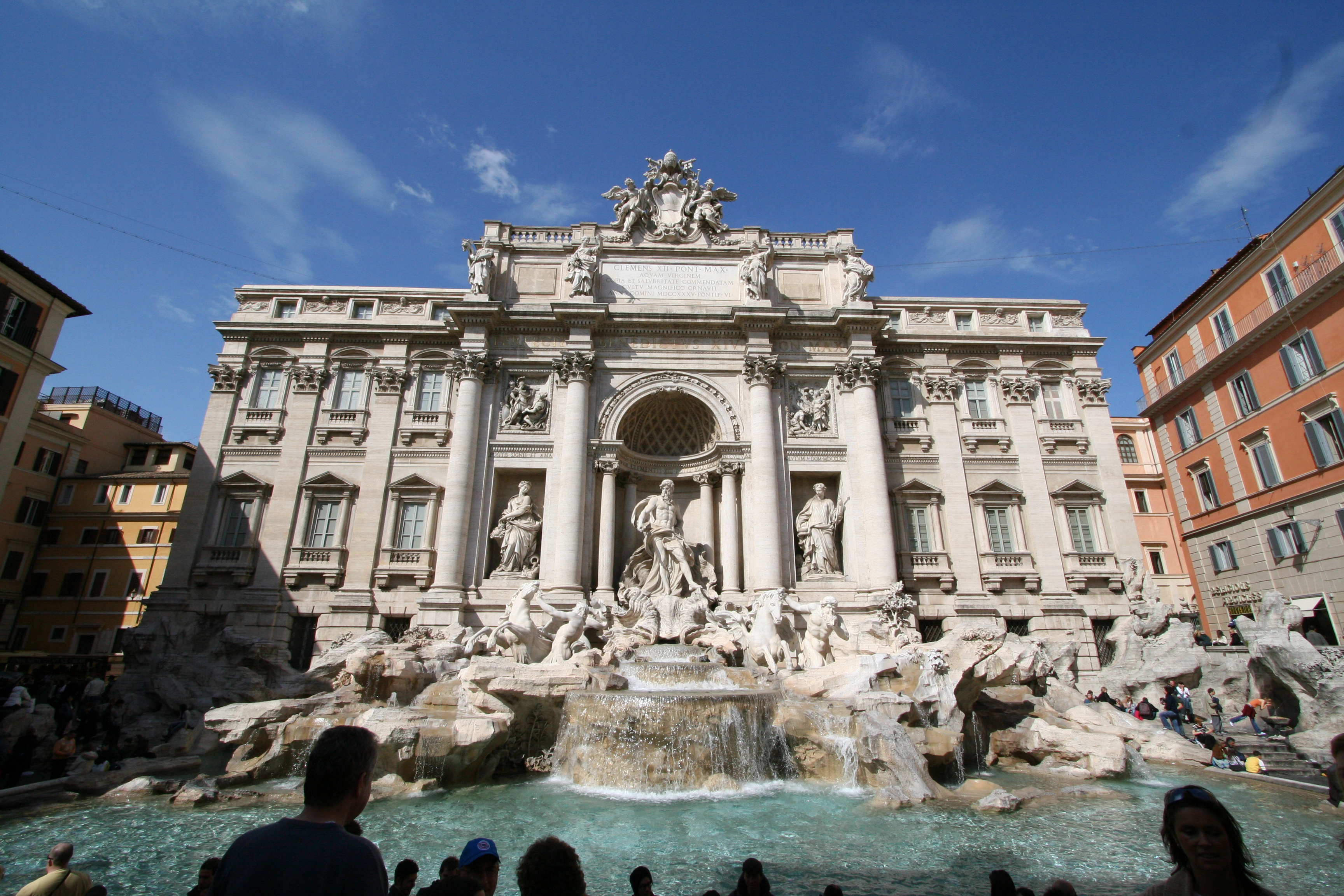
La fontaine de Trévi contre la façade sud du palais Poli.
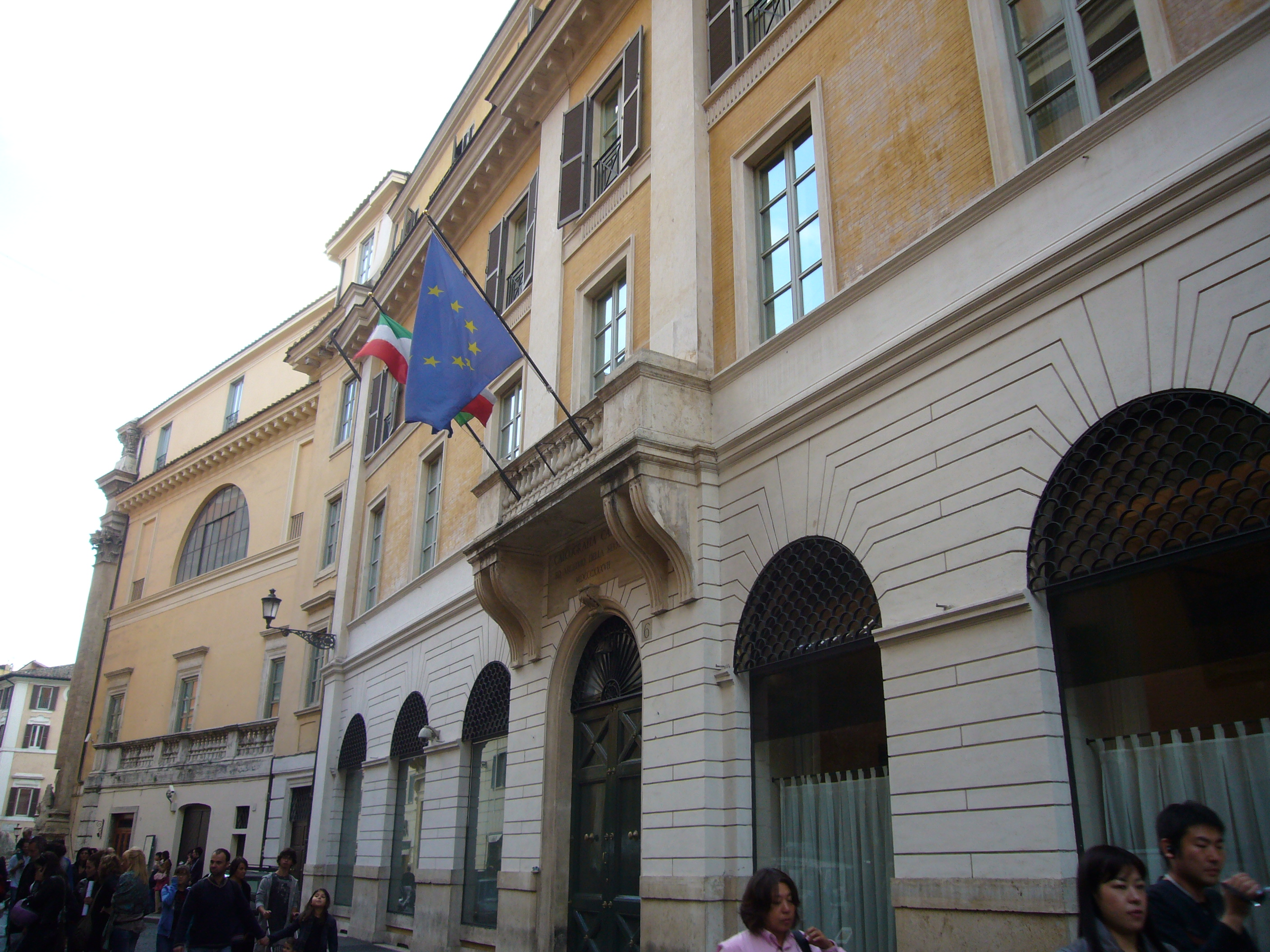
Les façades des palais Poli et Calcografia.